# アスファルト (1929年の映画)
『アスファルト』（あすふぁると）（原題: Asphalt）は、1929年に制作されたヨーエ・マイ監督によるモノクロのドイツの映画である。1929年のドイツ映画はトーキーの夜明けで、翌1930年からドイツは殆どオール・トーキーの時代に入り、本作はサイレント映画時代の最後を飾る傑作と言われている。。30年度キネマ旬報ベストテン・サイレント映画1位。

## ストーリー
とある宝石店にてダイヤモンドが盗まれる事件が起こる。かけつけた交通整理の警官・アルバートは、近くにいた女の持っていた雨傘にダイヤモンドが隠されていたことに気づく。女の正体はダイヤモンドのメリーという女賊であり、アルバートは貧苦から犯罪を起こしたという彼女の言い分を信じ、彼女の家に寄って身分証を持ってこさせようとする。その際彼は警察官としての身分証明書を落としてしまい、後日彼女からの小包という形で届けられる。怒り心頭の彼はメリーの元まで返しに行くが、当の彼女の心には彼への愛情が芽生えていた。そのころ、メリーの情夫はパリで銀行強盗を働き、ベルリンにあるメリーの家まで逃げてきたところ、アルバートと鉢合わせ、格闘の末に死んでしまう。正当防衛とはいえ、悩みぬいたアルバートは父であるベルリン警察の警部ホルクに打ち明ける。ホルクはわが子を逮捕し、裁判が行われる。法廷でメリーはアルバートの無罪を証明するが、それには自分の素性を明かす必要があった。
アルバートの無罪は証明されたものの、メリーが逮捕されることとなった。

## キャスト
- アルバート・ホルク - 交通整理の警官：グスタフ・フレーリッヒ
- ホルク元警部 - アルバートの父：アルバート・シュタインリュック（英語版）
- ホルク夫人 - アルバートの母：エルゼ・ヘラー
- ダイヤモンドのメリー - 女賊：ベティ・アマン（英語版）
- メリーの情夫：ハンス・アダルベルト・フォン・シュレットウ
- カウンターにいる女性：ローザ・ヴァレッティ（英語版）
- 最初の泥棒：ハンス・アルバース
- パウル・ヘルビガー（ノンクレジット）
- ヴィリ・フォルスト（ノンクレジット）

## スタッフ
- 監督：ヨーエ・マイ（英語版）
- 脚本：フレッド・マヨ、ハンス・ツェケリー、ロルフ・E・バンロー
- 原作：ロルフ・E・バンロー
- 製作：エリッヒ・ポマー（英語版）
- 撮影：ギュンター・リター
- セット：エリッヒ・ケッテルフート

## 評価
当時、30歳の新鋭作家だった川端康成は、ベティ・アマンの魅力について、『アマン讃』と題して次のように書いている。「密造の美酒を一人で味はってゐられない気持、美しい恋人を街に連れ出したくなる気持、そのやうな心のときめきで僕達は人々にこの映画を見よと云はずにはゐられないのだ。ベッティ・アマンを見ると。女賊エルゼに扮するベッティ・アマンの魅力に酔へと。（中略）この映画ほど女性の魅力を、僕達にこと新しく感じさせてくれたものはない。女性の肉体の魅力は、映画で芸術となる。映画とは、女性の肉体の魅力を現すための芸術だ。そのやうなことを思はせるほどにまで、アマンはほんたうの女である。彼女はこの映画で日本に、数知れぬ遥かなる恋人を作るであらう」